# Eucelatoria ghanii
Eucelatoria ghanii är en tvåvingeart som först beskrevs av Louis-Paul Mesnil 1975.  Eucelatoria ghanii ingår i släktet Eucelatoria och familjen parasitflugor.
Artens utbredningsområde är Pakistan. Inga underarter finns listade i Catalogue of Life.